# Australobolbus rotundatus
Australobolbus rotundatus là một loài bọ cánh cứng trong họ Geotrupidae. Loài này được Hope miêu tả khoa học năm 1841.